# Brachyactis
Brachyactis är ett släkte av korgblommiga växter. Brachyactis ingår i familjen korgblommiga växter.
Kladogram enligt Catalogue of Life:
| Brachyactis | \| \| Brachyactis gymnocephala \| \| \| \| \| \| Brachyactis pubescens \| \| \| \| |
|             | \| \| Brachyactis gymnocephala \| \| \| \| \| \| Brachyactis pubescens \| \| \| \| |
|             | Brachyactis gymnocephala                                                           |
|             |                                                                                    |
|             | Brachyactis pubescens                                                              |
|             |                                                                                    |